# Slatina (gmina Andrijevica)
Slatina (cyr. Слатина) – wieś w Czarnogórze, w gminie Andrijevica. W 2011 roku liczyła 455 mieszkańców.